# Trigonostemon voratus
Trigonostemon voratus är en törelväxtart som beskrevs av Léon Camille Marius Croizat. Trigonostemon voratus ingår i släktet Trigonostemon och familjen törelväxter.
Artens utbredningsområde är Fiji. Inga underarter finns listade i Catalogue of Life.